# Generaldirektion Bildung, Jugend, Sport und Kultur
Die Generaldirektion Bildung, Jugend, Sport und Kultur (EAC, englisch Directorates-General Education, Youth, Sport and Culture) ist eine Generaldirektion der Europäischen Kommission. Sie ist der Kommissarin für Bildung und Kultur zugeordnet. Leiterin der Generaldirektion ist seit 2023 Pia Ahrenkilde-Hansen als Nachfolgerin von Themis Christophidou.

## Direktionen
Die Generaldirektion ist in Brüssel angesiedelt und gliedert sich in fünf Direktionen:
- Direktion A: Strategie und Evaluation
- Direktion B: Jugend, Bildung und Erasmus+
- Direktion C: Innovation, Internationale Zusammenarbeit und Sport
- Direktion D: Kultur und Kreativität
- Direktion R: Performance Management, Supervision und Ressourcen